# الأصول الاجتماعية والثقافية للوطنية المغربية 1830-1912 (كتاب)
الأصول الاجتماعية والثقافية للوطنية المغربية هو كتاب صدر سنة 2016 عن المركز الثقافي العربي للكاتب المغربي عبد الله العروي، وترجمه كل من محمد حاتمي ومحمد جادور. هذا الكتاب في الأصل هو رسالة دكتوراة أنجزھا العروي سنة 1976 م باللغة الفرنسیة. ینقسم الكتاب إلى قسمین، القسم الأول یتضمن أربعة فصول، والقسم الثاني خمسة فصول

## العنوان
يحمل عنوان كتاب «الأصول الاجتماعية والثقافية للوطنية المغربية» دلالة تحليلية ومركّبة، تُبرز البعد الجدلي بين البناء الوطني والمرجعيات الاجتماعية والثقافية في المغرب، كما يسائل المسار الذي نشأت فيه الفكرة الوطنية وتبلورت داخل سياقات استعمارية وتاريخية مركبة. فمصطلح "الأصول" هنا لا يُحيل إلى مجرد الجذور التاريخية المجردة، بل يُفكّك البنيات العميقة (الاجتماعية والثقافية) التي شكّلت نواة الفعل الوطني المغربي، مبرزًا أن الوطنية ليست معطى جاهزًا أو رد فعل بسيطًا على الاستعمار، بل نتاج مسارات متداخلة من التحولات المجتمعية والتراكمات الفكرية في بيئة تشهد صراعًا بين التقليد والحداثة، بين الدولة المخزنية والمجتمع الأهلي، وبين التأثيرات الغربية والمرجعيات الإسلامية. وإذا كانت الوطنية، في التصورات السطحية، ترتبط بالمقاومة والتحرر، فإن العروي في هذا الكتاب يعيد توجيه السؤال: ما هي الشروط التي جعلت الوطنية ممكنة؟ وما علاقتها بالبنيات القبلية، الدينية، التعليمية، والحضرية؟ من هنا، يصبح العنوان بمثابة مدخل نظري لاستكشاف الآليات التي تشكل بها الوعي الوطني المغربي، وهو وعي متعدد المداخل، يبدأ من السلفية ويمر بالحركة الإصلاحية، ولا يُفهم خارج الإطار السوسيولوجي للمجتمع المغربي كما يتجلى في المدن التقليدية، وفي الأنظمة التعليمية، وفي العلاقة مع المركز الاستعماري. ويُظهر العروي أن هذا الوعي الوطني لم يكن خطابًا موحدًا أو شفافًا، بل خضع لتطورات متباينة حسب السياقات الجغرافية (المدن الكبرى، القرى، الزوايا)، والثقافية (الفقهاء، النخبة الفرنكفونية، التجار، الحرفيين)، ما يمنح للعنوان بعدًا تركيبيًا: فـ"الأصول" ليست خلفية فقط، بل هي ديناميات تولّد الفكرة الوطنية وتعيد تشكيلها، باستمرار، داخل المجتمع المغربي المتحوّل.

## السياق التاريخي
يتأسس كتاب «الأصول الاجتماعية والثقافية للوطنية المغربية» لعبد الله العروي على خلفية تاريخية دقيقة ترتبط بالفترة الممتدة بين نهاية القرن التاسع عشر وبداية القرن العشرين، حيث بدأت معالم التحول البنيوي في المجتمع المغربي تظهر تحت تأثير التدخلات الأجنبية، خصوصًا بعد الاحتلال الفرنسي (1912)، وما تبعه من تصدّع في البنيات التقليدية للدولة المخزنية، وتحولات في الذهنيات والثقافة والاقتصاد. عبد الله العروي لا يقرأ الوطنية كخطاب مقاومة فقط، بل كبنية ناتجة عن تلك التحولات العميقة في البنيات الاجتماعية والسياسية والثقافية. هذه المقاربة تُعيد تأريخ الوعي الوطني المغربي من منطلق الشروط الموضوعية التي أنتجته، لا من منطلق شعاراته.

## أهمية الكتاب
تكمن أھمیة موضوع ھذا الكتاب في كونه یأتي بمثابة تكملة للأعمال البحثیة التاریخیة التي اشتغلت على فترة ما قبل الحمایة في المغرب، خصوصًا تلك التي ركّزت على إعادة بناء الذاكرة الوطنية من منظور تحليلي نقدي. وإلى جانب ذلك، یمنح الكتاب مقاربة سوسیو-تاریخیة مركّبة لبنیات المجتمع المغربي من زوايا متعددة: اجتماعية، ثقافية، تعليمية، ودينية. فهو لا يكتفي بوصف تطور المفاهيم الوطنية، بل يسلط الضوء على التفاعلات العميقة بين القوى الاجتماعية والأنساق الرمزية التي أنتجت الخطاب الوطني. كما أن صفحات الكتاب تنطوي على تأویلات جدیدة ومبتكرة لبعض اللحظات المفصلية من تاریخ المغرب الحديث، وهو ما یضعه في قلب مشروع العروي الفكري الذي طالما سعى إلى تفنید التصورات الاستشراقية والكتابات الكولونیالیة المغلوطة حول التاريخ المغربي، لا سيما تلك التي صورت المجتمع المغربي كمجتمع قبلي بدائي غير قادر على إنتاج وطنية عقلانية. بذلك، يقدّم هذا العمل مساهمة نوعية في تفكيك البُنى الذهنية التي كرّسها المستعمر في قراءته للماضي المغربي.

## منھجية الكتاب
تتبع صيغة الكتاب منهجية كرونولوجية صارمة، تبدأ من العقد الثالث للقرن التاسع عشر الميلادي، وتستمر تدريجيًا حتى لحظة توقيع معاهدة الحماية سنة 1912، مما يسمح للقارئ بمواكبة تطوّر الوعي الوطني المغربي داخل سياق زمني وتحولات تاريخية واضحة. هذه المقاربة الزمنية لا تُعالج الوقائع التاريخية كأحداث متفرقة، بل تُبرزها كمسار تراكمي ترتبط فيه التحولات الاجتماعية والثقافية والسياسية ببعضها البعض، في ما يشبه بناءً متدرجًا للذات الوطنية. غير أن الكاتب لا يلتزم بهذه الخطية الزمنية بصرامة مطلقة، إذ يلجأ إلى "التاريخ العكسي" أو "الاسترجاع التحليلي" كلما استدعت الفرضية الرئيسية العودة إلى لحظة تأسيسية أقدم لفهم ظاهرة وطنية لاحقة، وهو ما يعكس منهجًا تأويليًا-تفكيكيًا لا يكتفي بالسرد، بل يسعى إلى تفسير العناصر المؤسِّسة للهوية الوطنية.
ويعتمد عبد الله العروي في هذا النهج على أدوات التحليل التاريخي المقارن، وعلى قراءة نقدية للوثائق والمراسلات والكتابات الإصلاحية المحلية، إلى جانب تتبع سرديات المخزن والعلماء والرحالة الأجانب، مما يمنح العمل بُعدًا أرشيفيًا ومنهجيًا في آن. وتُظهر هذه المقاربة إدراكًا حادًا بأن فهم الوطنية المغربية لا يمكن فصله عن السياقات الاجتماعية والذهنيات والثقافات التي شكلت وعي النخب والعموم إزاء الاستعمار والتحديث.

## ملخص الكتاب
يُعَدُّ كتاب الأصول الاجتماعية والثقافية للوطنية المغربية لعبد الله العروي من أبرز الأعمال التي اعتمدت على مصادر تاريخية أصيلة ومباشرة، مثل الرسائل السلطانية، وفتاوى ومصنفات فقهاء القرن التاسع عشر، والمراجع التاريخية المخزنية والإصلاحية، وذلك بهدف تفكيك بنية الوعي الوطني المغربي من الداخل، واستكشاف جذوره الاجتماعية والثقافية قبل وبعد بروز الاستعمار. يُوظف العروي هذه الوثائق لا بوصفها مجرد تسجيل للأحداث، بل كـ"نصوص مشفّرة" تعكس علاقات السلطة، وتصورات الهوية، ومواقف المقاومة والانقياد في آن، ما يسمح بإعادة بناء المسار التاريخي لتكوّن الوطنية المغربية لا كمعطى جاهز، بل كـ"تشكّل تدريجي" تفاعلت فيه الذهنية الدينية، والبنية الاجتماعية، والظرف السياسي المحلي والدولي.
وقد منح هذا التوظيف للمصادر المخزنية والدينية (مثل "الاستقصا" للناصري و"تحفة النظار" لابن بطوطة و"إيضاح المسالك" للكتاني) قوة تفسيرية مضاعفة للعمل، لأن هذه الوثائق تنتمي إلى المنظور المحلي المغربي، بعيدًا عن الخطابات الكولونيالية التي كانت تؤطر تاريخ المغرب بمنطق التخلف والجمود. من هنا، جاءت مقاربة العروي تفنيدًا ضمنيًا لمنظور المدرسة الاستشراقية الفرنسية التي حصرت الوطنية في تفاعل مع الحداثة الغربية فقط، بينما يُظهر العروي أن جذورها تمتد في نصوص الفقهاء الإصلاحيين، والسلطات المحلية، والتقاليد الاجتماعية التي عبّرت عن "شعور بالذات" في مواجهة الهيمنة الخارجية.
ويتميّز الكتاب بمنهجيته المركبة التي تجمع بين التحليل السوسيو-تاريخي، والمنظور النقدي للمقولات الاستعمارية، والتأويل الثقافي للوثيقة التاريخية، مما يجعله مساهمة فكرية تأسيسية في فهم الوطنية المغربية بوصفها بنية ذهنية واجتماعية معًا، لا مجرد ردة فعل سياسية.

## تحليل الكتاب
حسب الكتاب فالوطنیة المغربیة تشكلت بدایة من وعي المغاربة مع اختلاف أصولھم القبلیة والإثنیة بإنتمائھم لمجال واحد، وأنھم كانوا مدركین بقدر معیّن تقاسمھم لھذا المجال، وتقع علیھم جمیعاً (المخزن، القبائل، العلماء، التجار...) مھمة الدفاع علیه أمام التحدیات الخارجیة، لذلك وقع "استنفار جماعي استجابة لضغوط خارجیة، وفي خضم ھذه الأخیرة برزت إلى الواجھة المواقف المتشددة متمادیة في الانغلاق الثقافي إلى حدّ رفض كل ما ھو خارجي، ما أبان عن مدى انزواء المنظومة الثقافیة المغربیة وتقوقعھا في ھذه الفترة، وإن كانت ھذه المواقف رامت إلى تحقیق الإصلاح وشكّلت البذرات الأولى لحركات المقاومة. قام الكاتب أيضا بدراسة فیلولوجیة للوطنیة المغربیة مع تقدیم تفسیراته للمنظومة الفكریة المسیطرة من خلال دراسة بنیات المجتمع المغربي خلال القرن التاسع عشر وبدایة القرن العشرين.

## أقسام الكتاب

### القسم الأول: النظام المغربي

#### الفصل الأول: مقومات المجتمع المغربي
من خلال نماذج بعض كتابات الرحالة الأوروبیین إلى شمال إفریقیا والمغرب على وجه الخصوص (شارل دو فوكو، میكین، مولییراس...) یستقي العروي عددا من الملاحظات والمعلومات حول أھل المغرب، لباسھم ومأكلھم ومساكنھم وكیف كانوا یستغلون مجالھم، بالإضافة إلى لھجاتھم المستعملة، ثم یتطرق إلى مقوم أساس للمجتمع المغربي وھو الاقتصاد، فیطرح سؤال عریض وھو "ھل وجد حقا فضاء اقتصاد مغربي؟" ویأتي جواب المؤرخ كالآتي "المستوى التقني بحق كان متدنیا، ولم تعرف السوق تنوعا في المنتجات ولا سیولة في المبادلات"، وتصب خلاصات ھذا الفصل في فكرة أن الإنسان المغربي كان ینفرد بلباسه ولھجته وبمجال له حدود اعتبره مجاله الخاص.

#### الفصل الثاني: سلطان ومخزن
مصادر السلطة ومالكیھا في المغرب ھي محور أفكار ھذا الفصل، وھي ثلاث مستویات بدایة بالإقلیمي ثم الحضري فالمركزي، ینطلق المؤلف من صیغة البیعة التي تؤسس لشرعیة تولیة السلطان، والكیفیة التي یتولى بھا الحكم من خلال عرض نماذج تنصیب أربعة سلاطین علویین من القرن 19م، أما المخزن فیراه قسمين أساسیين ھما الجیش بفرقھا الثلاث (الكیش، النوائب، العسكر المشاة) والبیروقراطیة المخزنیة ویعني بھا الإدارة بمراتبھا المختلفة (كتاب الدواوین، الأمناء، التجار...)، ومن خلال نصوص البیعة یستخلص الكاتب أن المجتمع المغربي كان یخضع لتراتبیة اجتماعیة ھرمیة - تتشكل من الأعلى إلى الأسفل- الشرفاء فالعلماء ثم الأعیان وأخیراً الخاصة، وبعد تقدیمه لكل ھذه الجماعات المصنّفة یروم إلى عدّ وظائف السلطان وتحلیل كل وظیفة على حدة.

#### الفصل الثالث: في منابع السیبة، الزعامات المحلیة
یتعرّض الكاتب في ھذا الفصل لأنواع الزعامات في المجتمع المغرب خصوصا المحلیة منھا كالقبیلة والزاویة، مع التفصیل في خصائص كل واحدة منھا وعلاقتھا بجھاز المخزن من خلال تحلیل مجموعة من الأحداث، وفي خضمّ تحلیلاته یعرض بعض نظریات المستشرقین بتخصصاتھم الثلاثة الإثنوغرافیون، الأنتروبولجیون والسوسیولوجیون (میشو-بلیر، ھینري تیراس، جورج سبیلمان، تیلیون جان بیرك، مونتاني...) ثم یقدم رؤیته النقدیة لنظریات بعضھم تارة، ویرجح بینھا تارة أخرى، وقد خلص في نھایة الفصل إلى أن المغرب حظي بتعایش فرید بین المخزن وھذه الزعامات المحلیة وأن معظم تلك الخلافات التي نشبت بین الطرفین والمتراوحة بین الرفض العنیف والمعارضة الشرعیة ھي عرضیة وظرفیة انتھت في الغالب إلى البحث عن توافقات، مما یؤكد بالملموس وجود جھاز مغربي قائم بالذات.

#### الفصل الرابع: ثقافة ومنظومة فكریة
یعالج الفصل وضعیة الفكر والثقافة في المغرب، خلال مرحلة الانفتاح الاقتصادي على أوروبا والتدخل الأجنبي المغربي، وذلك عن طریق استكشاف الآلیات التي استخدمھا المغاربة لبلورة فكرھم وإنتاج معرفتھم، كما یرصد الكاتب المؤثرات الخارجیة التي لعبت دورا مھما في اختبار مدى انفتاح ثقافة المغاربة وقدرة فكرھم على معالجة القضایا المستجدة على أرض الواقع.

### القسم الثاني: النظام في أزمة

#### الفصل الخامس: في منابع العداء للأجانب
تتلخص فكرة ھذا الفصل في عنوانه، إذ تحدث فیه الكاتب عن الأسباب السیاسیة والاقتصادیة والثقافیة التي ولّدت عند النخبة والسلطة ردود فعل رافضة لأي تدخل أجنبي في المغرب، وسعوا إلى تحقیق ذلك، لكن التقدم الذي حدث بأوربا بالإضافة إلى الظروف الداخلیة للبلد لم تكن تعین على حفظ المغرب لاستقلالیته السیاسیة والاقتصادیة.

#### الفصل السادس: متناقضات التوجه الإصلاحي الرسمي
استھدف التوجه الاصلاحي الرسمي ثلاث مجالات رئیسة ھي : الجیش، الإدارة والضرائب، وذلك بإیعاز من الدول الأجنبیة تارة وبإرادة داخلیة تارة أخرى تمثلت في دعوات العلماء ومقترحاتھم ومبادرات بعض السلاطین (عبد الرحمان ابن ھشام، الحسن الأول)، وعلى ھامش ھذه الأحداث یتناول الكاتب ظاھرة تنامي آلیات الدفاع عن المخزن بعدما اشتدت علیه ضغوطات المطالبة بالإصلاح.

#### الفصل السابع: في أصول الفكر السلفي المغربي
مثّلت ردود فعل بعض علماء المغرب خلال القرن نھایة القرن 19 م تعبیراً واضحا على ما وصلت إلیه الجھات المؤثرة في السلطة من عجز أمام الاختراق الأجنبي وتواطئ فئة التجار و"أھل الذمّة" فنھض ھؤلاء العلماء ینادون بالجھاد، مقاطعة كل ما ھو أجنبي، ومطالبة فئة التجار بالكف عن التعامل مع "النصارى" وفي تضمینات ھذا الفصل أمثلة على ذلك.

#### الفصل الثامن: "التسیّب" المغربي
وتتمحور أفكار الفصل الثامن حول أطروحة "السیبة" أو التمردات القبلیة، مع التطرق إلى الظروف المولّدة لھذه الظاھرة التاریخیة التي میّزت الفترة الممتدة بین 1900 و1912 م، وكیف استغلّت القوى الأجنبیة ھذه التمردات لتجد لھا موطئ قدم بالمغرب، ویصرّ العروي في ھذا الفصل على أن مفھوم السیبة لم یكن كما صوّره الأنتربولوجیون على أنھ فوضى مطلقة كما لم یكن تمرداً صادر عن إغراءات قروض الأوروبیین، وإنما یراه طرح سیاسي جدید مؤسس لوعي وطني جامع.

#### الفصل التاسع: الحركة الحفیظیة
بین سنتي 1907 و1912 م قدّ م المغاربة ما تبقى لھم من محاولات الاصلاح، على رأس ھذه المحاولات محاولة إصلاح الوضعیة السیاسیة، من خلال مبادرات دستوریة أو بإعادة شرعیة البیعة بمبایعة المولى عبد الحفیظ، لكن جمیع ھذه المحاولات المتأخرة قد باءت بالفشل، ویرجع السبب إلى الضغوطات الأجنبیة المكثفة، وتضخم المكتسبات الاقتصادیة للدول الأوربیة بالمغرب، إلى أن انتھى الأمر بالحسم العسكري الذي كان متوقعاً قبل تنفیذه.

## الشخصيات
يتناول عبد الله العروي عدداً من الأعلام والشخصيات التاريخية التي شكّلت الفكر الوطني المغربي، منهم: علال الفاسي بوصفه ممثلاً للتيار السلفي الإصلاحي الذي حاول الجمع بين الأصالة ومطالب التحرر. ومحمد بن عبد الكريم الخطابي كنموذج للمقاومة المسلحة التي ساهمت في تشكيل وعي وطني متقدّم. بالإضافة لمحمد عبده والأفغاني كرموز فكرية ساهمت في تغذية الفكر الإصلاحي المغاربي. وكذلك الزوايا وشيوخها مثل زاوية الدرقاويين والناصريين، التي ساهمت أحيانًا في تشكيل مقاومة ثقافية، وأحيانًا في تثبيت النظام التقليدي.

## الأماكن والفضاءات المركزية
يعطي عبد الله العروي أهمية كبيرة للفضاءات التي شكّلت الحاضنات الأولية للفكر الوطني، ومنها: المدن الكبرى (فاس، الرباط، سلا، تطوان) التي كانت مراكز للتعليم التقليدي ولظهور النخبة الإصلاحية. والقرى والمجتمعات القبلية التي تشكّلت فيها مقاومات محلية ومفاهيم محلية للسيادة. وأيضا المجال الاستعماري ذاته، بما فيه من مدارس ومعاهد وجمعيات، حيث تبلور جيل من المثقفين الفرنكفونيين الذين شاركوا في النقاش الوطني.

## النقد
يُعتبر هذا الكتاب واحدًا من أكثر الأعمال الفكرية المغربية إثارة للجدل في دراسته لبنية الوطنية من منظور سوسيولوجي ونقدي، إذ يرى بعض النقاد أنه قدّم نموذجًا صلبًا لتفكيك "الأسطرة الوطنية"، وتجنّب النزعة التمجيدية التي طغت على الكتابات الوطنية التقليدية. في المقابل، يرى آخرون أن عبد الله العروي يتبنّى نزعة مركزية مفرطة في تحليل النخبة، ويقلّل من دور المقاومة الشعبية غير المؤطرة فكريًا.